# باپتیست ددولا
باپتیست ددولا (انگلیسی: Baptiste Dedola؛ زادهٔ ۱۵ مهٔ ۲۰۰۱) بازیکن فوتبال است.